# 图波列夫公司
圖波列夫（俄语：/）是俄罗斯一個從事航空器及武器研發、製造、維修的上市公司，當前為俄國联合航空制造公司的一個子公司。其前身為苏联工程师安德烈·图波列夫於1922年10月22日成立的「第156號實驗設計局」（OKB-156），或稱圖波列夫設計局（產品型號前綴為「Tu-」），总部設于莫斯科。蘇聯解體後，圖波列夫經歷了私有化而成為一家股份有限公司；2006年2月，依據俄羅斯總統普京簽署的行政命令，圖波列夫公司與俄國其他主要航空、航天設計或製造公司合并成立“聯合航空製造公司”。

## 歷史

### 早期

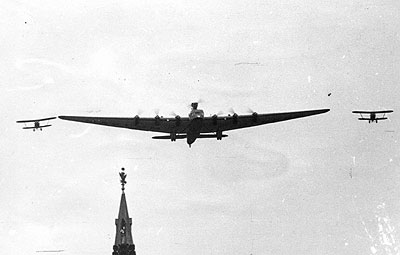
圖波列夫ANT-20高爾基，1930年代最大的飛機，是為斯大林主義宣傳的產物，正在莫斯科上空飛行。

圖波列夫實驗設計局成立初期，設備專為航空工程研究和飛機設計而度身訂造，在1920年代負責全金屬製定翼機的研發，而飛機製造則由其他公司負責。這段時期圖波列夫最為人矚目的就是重型轟炸機，圖波列夫的設計領導了當時及期後多年來大型軍用和民用飛機的開發。
第二次世界大戰期間，圖波列夫的Tu-2「蝙蝠」型是蘇聯前綫最優良的全金屬製轟炸機之一。由於金屬原料不足，戰爭期間曾經採用木製的機身後部。 
1945年，4架波音B-29轟炸機完成於日本的任务降落在蘇聯境內。設計局迅速地參考了其設計並製作了蘇聯首部洲際戰略轟炸機Tu-4（北約命名為Bull「公牛」），於1947年量產並首次飛行。TU-4証明了圖波列夫對東歐陣營於戰後發展的重要性，在其後它很多飛機都是為制衡波音的飛機而製作的。緊隨其後，他們研發了喷气动力的Tu-16轟炸機（北約命名為Badger「獾」）。設計參照B-29/Tu-4與取自納粹德國研究的噴射轟炸機佈局，增大了機身，後傾的機翼提供了良好的次音速性能，是苏联第一款喷气式战略轰炸机。

### 冷戰時期
鑑於渦輪噴氣發動機的燃料效率並不足以應付真正的洲際航距，蘇聯於是著手設計經常被稱為「Tu-20」的Tu-95轟炸機（北約命名為Bear「熊」）。它亦是依照圖-4的機身和結構而設計的，但用上了四個巨型的庫茲涅佐夫NK-12渦輪軸發動機，因此可以接近噴射機的速度進行洲際長距離飛行。這個獨一無二的性能使它成為蘇聯最可靠的洲際轟炸機。在很多範疇上，圖-20都與波音B-52同溫層空中堡壘有同等的功能。除了戰略轟炸外，Tu-95也可执行偵察和反潛艇的任務。
圖-16後來發展成民航機Tu-104（北約命名為Camel「駱駝」）。它曾經是唯一的大型噴射客機而且还是依據德哈維蘭吸血鬼式飛機当时先进的飛行技術而設計。而當時有史以來最快的中長途客機Tu-114則是以Tu-95為基礎。很多圖波列夫的大型次音速噴射飛機都有一個共通點，就是都有大型吊艙從機翼的後緣向後申延，以固定起落架。這個設計使起落架可由多個的大型低壓輪胎組成。當時蘇聯的跑道質素一般都很差，而大型低壓輪胎正好使飛機可以於惡劣的跑道上升降。例如與波音727相類的機種Tu-154（北約命名為Careless「大意」）就有14個輪胎，與比它機身尺寸大上許多的波音777-200數量相同。
在Tu-16和Tu-95首航前，圖波列夫就已經在研發超音速轟炸機。整個運動的高潮就是失敗作Tu-98（北約命名Backfin「背鰭」）。雖然這個機種從未服役，它卻是Tu-102原型的基礎，Tu-102後來發展成Tu-28攔截機（北約命名Fiddler「琴師」）及Tu-105，後來進化成1960年代中期的超音速轟炸機Tu-22（北約命名為Blinder「眼罩」）。與Tu-22的假想敵聯合-康維爾飛機公司的B-58，Tu-22的性能的確較低。但諷刺地圖-22的服役的年期比B-58長得多。同一時間，設計局內成立了「K部門」，設計無人駕駛飛機，好像圖-139和圖-143這些無人駕駛偵察機。
1960年是代安德烈·图波列夫的兒子阿列克塞·图波列夫帶領圖波列夫進入的黃金時期。他的成就包括世界首架超音速客機Tu-144（北約命名為Charger「戰馬」）、廣為人知的Tu-154和Tu-22M（北約命名為Backfire「逆火」）戰略轟炸機。以上所有的機種都使蘇聯能在戰略和民航上大致與西方看齊。
1970年代，圖波列夫集中資源改善圖-22M轟炸機的性能，還包括海軍版本。它是在兩階段（美蘇）限制戰略武器條約所規範產量下的轟炸機。圖-154的性能和表現亦被改善，到圖-154M更是極致。
1980年代，圖波列夫研發了超音速的戰略轟炸機Tu-160（北約命名為Blackjack「海盜旗」）。其特色是有一對可變後掠翼。Tu-160比西方同類機種洛克威爾B-1B槍騎兵（Lancer）在載彈量和速度上都優越許多。但蘇聯解體減慢了它的發展，而很多早期出現的問題至今仍未適當解決。
圖波列夫的業務包括研發、製造及翻修民航和軍用航空設備，如飛機及武器系統；它在導彈和海軍航空技術上亦顯得十分積極。至21世紀初，圖波列夫一共完成了起過300個計劃，更曾為蘇聯和東方集團製造超過18,000架飛機。

### 冷戰結束後
冷戰結束使圖波列夫的研究重點集中在經濟和使用替代燃料(alternative fuels)的次音速民航客機，包括線傳飛控系統、高旁通比渦扇發動機的使用及為21世紀交通而設先進的空氣動力學佈局。這些機種包括圖-204/圖-214、圖-330和圖-334。
圖波列夫現在計劃：
- 繼續研發圖-204/214及圖-334系列
- 研發貨運機圖-330、區域性和行政人員私人飛機圖-324
- 在飛機使用替代燃料在應用層面上的研究
- 更新俄羅斯海軍空戰隊和空軍設備

## 總裁
- 安德烈·图波列夫：1929年-1972年他是中央空氣動力學研究所(TsAGI)的首席設計師，直至他的離世。這所位於莫斯科的研究所負責製造轟炸機和大型客機。
- 阿列克謝·圖波列夫：安德烈·图波列夫的兒子。和他的父親一樣都是著名飛機設計師。超音速大型客機他圖-144是他的得意之作。他帶領圖波列夫直至2001年辭世。

## 產品
圖波列夫出產多種飛機。當中產量最多的是圖-2，有4,500部。但亦有一些機種卻只屬實驗性質，更有些設計胎死腹中，產量可低至只有一部。這些產品的失敗大多是因為軍事或政治上的變遷。有很多的這些實驗機種為日後一系列的機種鋪路。在西方陣營，蘇聯的飛機都被冠以北約命名。以下北約命名以雙引號(‘...’)列明。

### 早期的活塞發動式
- ANT-1 - 蘇聯首部飛機亦是A.N.T組織的首部飛機。採用混合物料的設計。1911年開始研發，1922年開始裝配。其後計劃由於引擎失靈而告終。
- ANT-2 - 雙人飛機，蘇聯首部全金屬製飛機。
- ANT-3/R-3 - 全金屬製雙人雙翼偵察機。1925年。共生產約100部。
- ANT-3 Pervenets - 魚雷艇(“不是飛機”)。1928年3月14日下水。
- ANT-4/TB-1 - 全金屬製雙引擎(M-17B)單翼轟炸機。1929年。共生產212部。設有貨機型號G-1。
- ANT-5 - 戰機I-4的原型。帕維爾·蘇霍伊設計的首部飛機。1927年。共生產369部。I-4於1928-1933年間服役。
- ANT-6/TB-3 - TB-1的四引擎型號。1930年。設有貨機型號G-2。
- ANT-7/R-6/KR-6/MR-6 - TB-1的偵察機型號(R-6)；"巡航飛機" 護航戰機型號(KR-6)及海岸防衛／魚雷轟炸機型號(MR-6)。1929年。
- ANT-8/MDR-2 - 海軍長途偵察飛船。1931年。
- ANT-13/I-8 - 戰機。1929年。
- ANT-14 - 大型單引擎宣傳單翼機。
- ANT-16/TB-4 - TB-3六引擎型號，ANT-20的原型。
- ANT-20 馬克西姆·高爾基(Maxim Gorky) - 八引擎大型貨運／宣傳機。
- ANT-21/MI-3 - 多座位戰機。R-6的分型號。1932年。
- ANT-22/MK-1 - 六引擎裝甲飛船。1934年。
- ANT-23/I-12 - 實驗雙引擎戰機。配備兩無後座力的75毫米機關砲。1931年。
- ANT-25 - 單引擎單翼長程轟炸機。帕維爾·蘇霍伊設計。其中一個型號ANT-25RD(RD 是俄語轉寫“Rekord Dalnosty”的簡稱,意即“長程紀錄”(Range Record))可從莫斯科經北極到達美國加州聖吉辛托古，全程10148公里，打破當時紀錄。1933年。
- 圖-2‘蝙蝠(Bat)’ (ANT-58/ANT-61) - 1939年
- 圖-4‘公牛(Bull)’ - 逆向工程自擄獲的四部B-29超級空中堡壘。原名為B-4。
- 圖-10 ‘結霜(Frosty)’

### 實驗飛機
- 圖-1
- 圖-6
- 圖-8
- 圖-12
- 圖-70
- 圖-72
- 圖-73
- 圖-74
- 圖-75
- 圖-80
- 圖-82
- 圖-85
- 圖-91
- 圖-93
- 圖-95轟炸機
- 圖-96
- 圖-98
- 圖-102
- 圖-105
- 圖-107
- 圖-110
- 圖-116
- 圖-125
- 圖波列夫Tu-154
- 圖-156
- 圖-206
- 圖-216

### 轟炸機及其他戰機
- 圖-14魚雷轟炸機
- 圖-16轟炸機（曾授權中國西安飛機工業集團生產）
- 圖-95戰略轟炸機
- 圖-22轟炸機
- 圖-22M
- 圖-126
- 圖-160戰略轟炸機

### 攔截機
- 圖-28/圖-128P ‘小提琴手(Fiddler)’

### 大型客機/運輸機
- 圖波列夫Tu-104
- 圖波列夫Tu-114
- 圖-124
- 圖波列夫Tu-134
- 圖波列夫Tu-144
- 圖波列夫Tu-154
- 圖-155
- 圖波列夫Tu-204
- 圖-214
- 圖波列夫Tu-244
- 圖-330
- 圖波列夫Tu-334
- 圖-444 - 超音速噴射客機。

### 無人駕駛飛機
- 圖-121C
- 圖-123 “亞斯特列布-1”
- 圖-139 “亞斯特列布-2”
- 圖-141 “剪”
- 圖-143 “雷伊斯”
- 圖-243 “雷伊斯-D”
- 圖-300

## 圖片

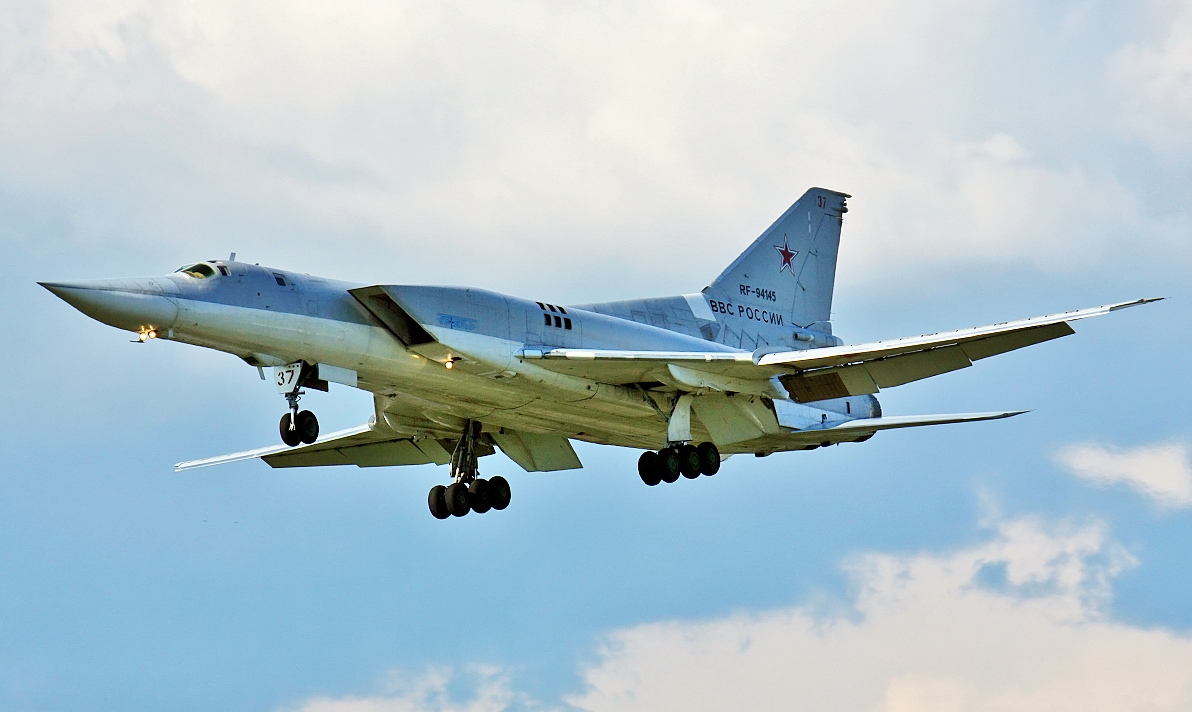
Tu-22M
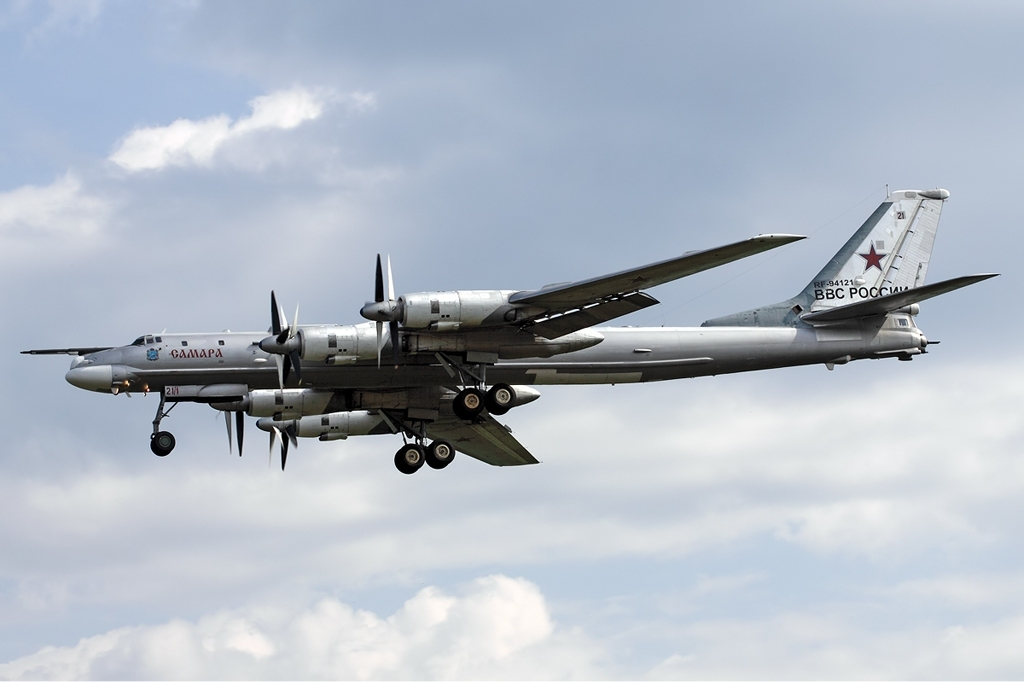
Tu-95
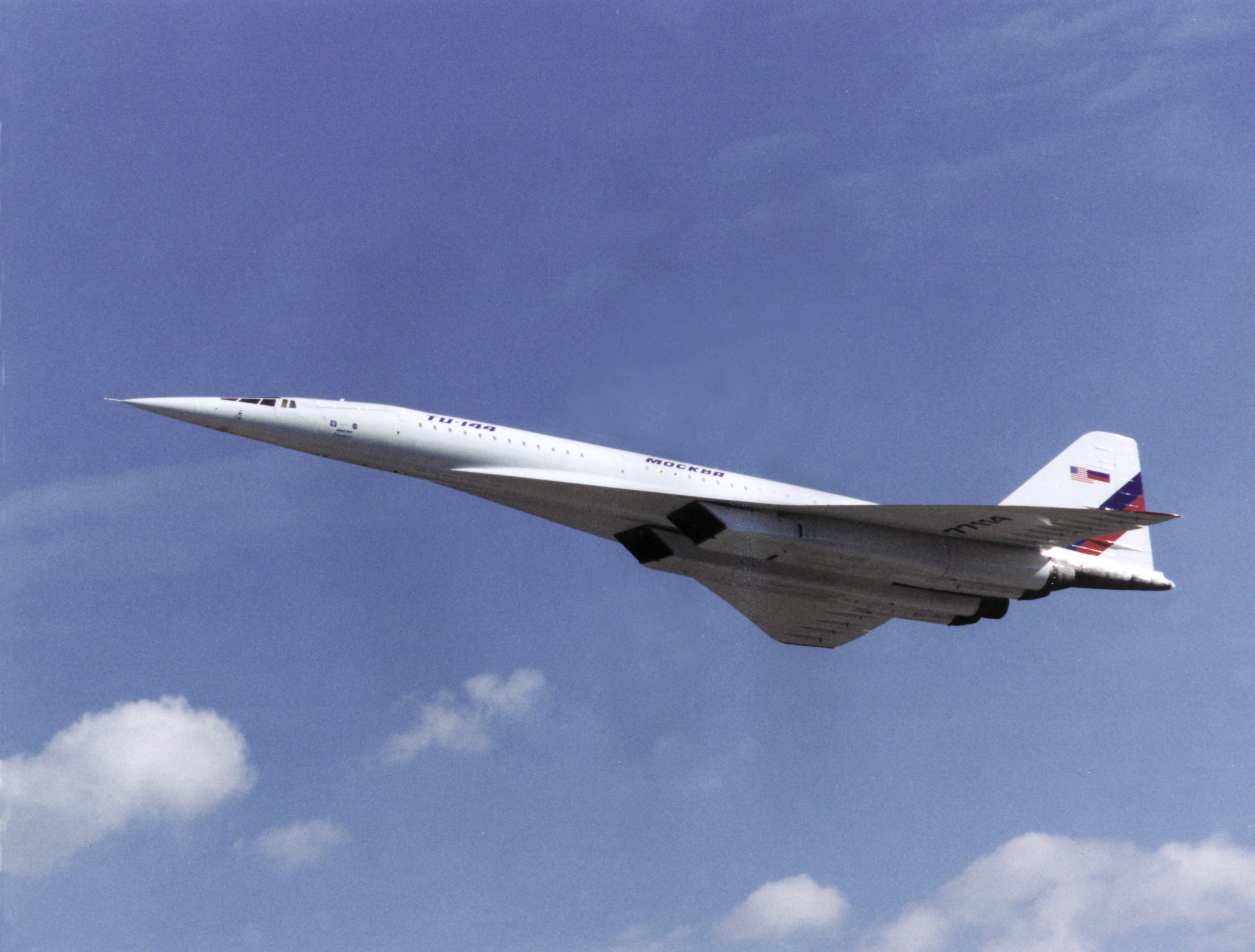
Tu-144
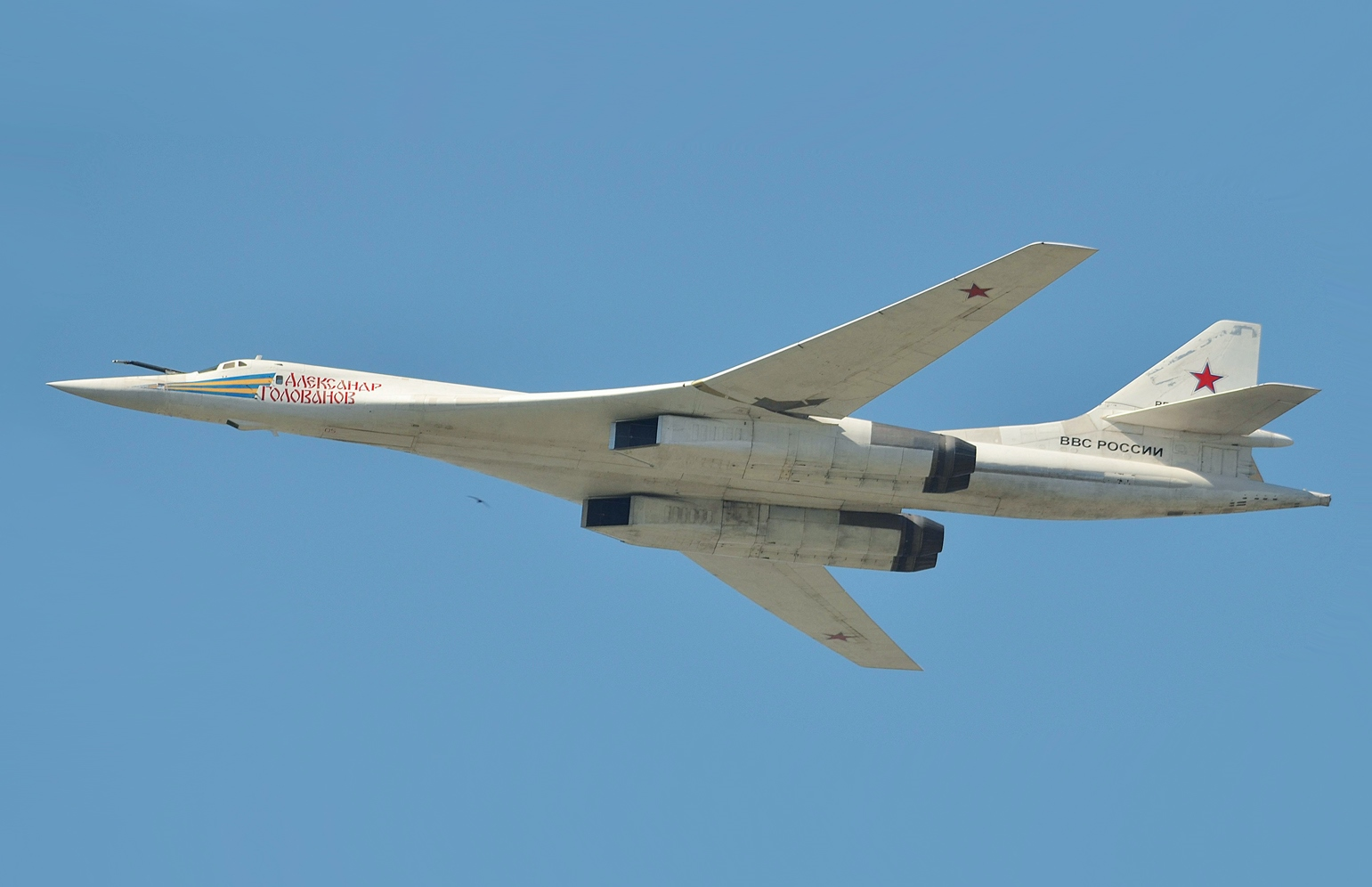
Tu-160
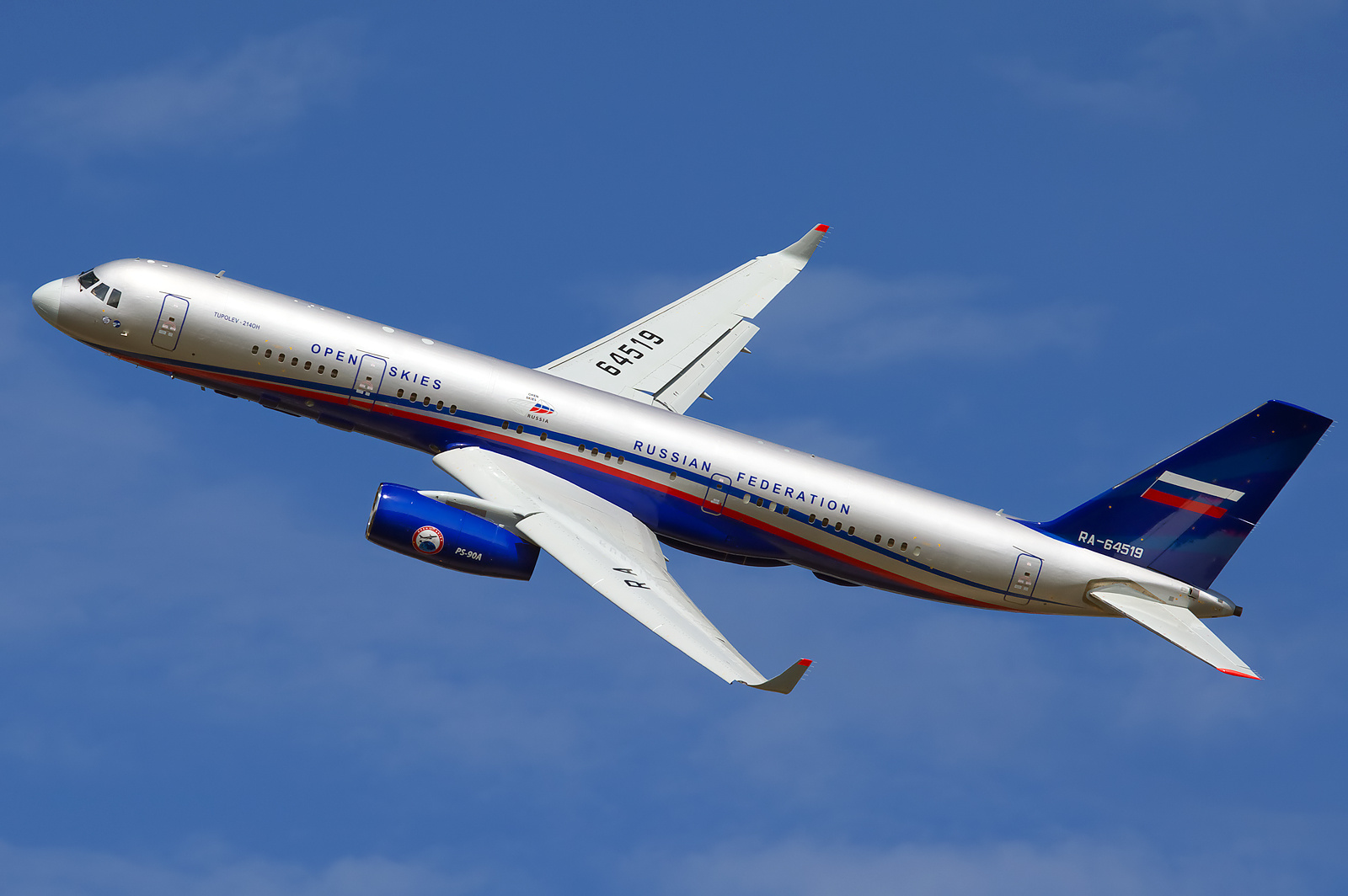
Tu-214

## 註腳
1. ↑  "Russian Aircraft Industry Seeks Revival Through Merger." （页面存档备份，存于）〔英文〕《紐約時報》，2006年2月22日。

## 外部連結
- 官方網站  https://web.archive.org/web/20060720095802/http://www.tupolev.ru/English/ (英文)